# Abbaye Sainte-Catherine de Laval
Pour les articles homonymes, voir Sainte-Catherine.
L'abbaye ou prieuré Sainte-Catherine de Laval est une ancienne abbaye cistercienne située sur la paroisse de Grenoux, commune rattachée en partie au XIXe siècle à Laval en Mayenne. Ses armes sont d'azur à une Sainte Catherine d'or.

## Histoire

### Prieuré

#### Avoise de Craon

Armes de la Famille de Mathefelon : De gueules aux six écus d'or ordonnés 3, 2 et 1.

Le prieuré de Sainte-Catherine est fondé le 15 septembre 1224, par Avoise de Craon, veuve de Guy V de Laval. Avoise achète en 1224 de Pierre Johet, ou suivant d'autres versions, Pierre Jehan (Petrus Johannes), un terrain voisin de Laval. Elle fonde un lieu consacré à la prière (oratorium) ; elle le dédia à Dieu et à la Vierge Marie et le met sous le patronage de Sainte Catherine. 
Il est soumis par le titre de fondation à la juridiction de l'abbaye de la Réal en Poitou, abbaye célèbre alors, et qui compte alors plusieurs maisons de chanoines réguliers sous sa dépendance. Elle le donna à l'abbaye de la Réal en Poitou avec la condition d'y avoir toujours quatre chanoines réguliers prêtres chargés de faire l'office divin. 
La même année, Maurice, évêque du Mans, approuva la fondation de Sainte-Catherine et conjointement avec les chanoines de Saint-Julien du Mans, il donna des statuts aux religieux envoyés par L'abbé de la Réale pour desservir le prieuré. 
Avoise de Craon n'avait pu voir s'achever l'église du prieuré qu'elle avait fondé en l'honneur de Sainte-Catherine; elle était morte en 1230 et avait été inhumée dans l'église de l'abbaye de Bellebranche, dont elle était bienfaitrice.
Une dame de Mathefelon, dont le nom n'est pas indiqué, est bienfaitrice du prieuré de Sainte-Catherine de Laval. Elle était représentée dans une des vitres du chœur de l'église.

#### Consécration
Emma de Laval prit soin de faire consacrer cet édifice. Ce ne fut qu'en 1247 que l'église de Sainte-Catherine de Laval est achevée. Michel Ier Villoiseau, évêque d'Angers, vint en faire la consécration le 23 juin, du consentement et en présence de Geoffroy de Loudon, évêque du Mans, qui, de son côté, consacra l'autel d'une chapelle existant sous l'église (23 juin 1247). Emma confirma, en 1251, tous les dons que sa mère avait faits au prieuré de Sainte-Catherine. Ses libéralités continuèrent envers les chanoines.

#### Dons et usages
En 1265, elle leur donna l'usage du bois dans sa forêt de Concise. Les droits d'usage des chanoines dans la forêt furent souvent sujets à contestation avec les seigneurs de Laval. Elle leur donna aussi une maison plus rapprochée de la ville appelée la maison de l'Angle, pour faire un anniversaire en faveur de son fils Guy VII de Laval.
Guy VII, plus tard, confirma les dons de sa mère. Il reprit la maison de l'Angle et en compensation il donna aux chanoines, à perpétuité, la peschairie du refoul de la Chiffolière, dans la rivière de la Mayenne depuis le gué du Bourg-Chevreau jusqu'à l'écluse de Boz, pour y pescher et faire pescher, excepté, cependant, les rets dormans, avec pouvoir de tendre dans cet  endroit un congrier.
Les chanoines de Sainte-Catherine comptèrent Jeanne de Laval, reine de Sicile, femme du roi René Ier d'Anjou, au nombre de leurs bienfaiteurs.
Le prieur de Sainte-Catherine était en grande considération près des seigneurs de Laval. On trouve fréquemment son nom, en qualité de témoin, dans les actes les plus solennels de cette maison. Guy VII choisit le prieur de Sainte-Catherine pour un de ses exécuteurs testamentaires. En 1480 il prétendit au titre de curé-prieur, et en cette qualité s'arrogea le droit de tenir une école publique pour y instruire les enfants de son fief. Il eut un long procès à soutenir contre les chanoines de Saint-Tugal auxquels seuls, par leur charte de fondation, appartenait ce droit concédé par les seigneurs de Laval.

### Abbaye
Grâce à l'influence de François Lesné, ce dernier trouve moyen de faire ériger en abbaye le prieuré de Sainte-Catherine de Laval, et de lui faire annexer les prieurés du Port-Ringeard et d'Olivet. Cet établissement, il est vrai, ne dura pas. 
En 1484, le prieuré de Sainte-Catherine dont les revenus ont augmenté, jouit d'une telle réputation, qu'il est à cette époque érigé en abbaye à la réquisition de Charles VII, par Sixte IV. François Lesné obtient, il est vrai confirmation, en 1493, du pape Alexandre VI, une bulle érigeant en abbaye son prieuré de Sainte-Catherine de Laval, par l'annexion des prieurés d'Olivet et du Port-Ringeard ; mais, malgré le visa donné à la bulle par le cardinal Philippe de Luxembourg, évêque de Mans, chaque maison garda son indépendance.

### Différend
Un différend étant survenu entre l'abbé de la Real et le nouvel abbé de Sainte Catherine, détermine le premier à troubler celui-ci dans l'usage des honneurs et des prérogatives attribués à sa dignité. L'abbé de la Réal prétendait n'avoir jamais consenti à l'érection du prieuré en Abbaye, et il en concluait que l'érection était nulle, parce que son consentement était indispensable pour que la bulle eut son exécution ; l'abbé de Sainte-Catherine assurait qu'il avait obtenu un consentement verbal, mais enfin qu'il avait consenti : l'affaire fut portée devant le parlement de Paris, qui ordonna que l'abbé de Sainte-Catherine serait reçu à serment. Pendant sa vie, François Lesné jouit cependant de son titre.

### Commende
L'abbé de la Real, pour éviter toute nouvelle discussion avec un successeur régulier, nomma un séculier au prieuré de Sainte-Catherine, et depuis ce temps jusqu'au commencement du XVIIe siècle, ce prieuré eut des prieurs commendataires séculiers parmi lesquels on a compté des évêques de Rennes et de Dol, comme François de Laval par exemple. Il parait par tous les actes, que le prieur titulaire jouissait de la totalité des revenus de Sainte-Catherine, et qu'il donnait aux religieux des pensions en argent, vin, grain, cidre, bois, etc., etc.

### Concordat
De ces prétentions naquirent des procès entre les religieux et le prieur commendataire. 
Il y eut en 1596 un concordat ou transaction sur un procès commencé, par lequel le prieur titulaire est maintenu dans le droit de régir et de jouir de l'universalité des revenus et d'en avoir la jouissance, à condition de continuer aux religieux ce qui leur avait été donné jusqu'alors. Le prieur titulaire se chargeait d'acquitter les charges, y compris les réparations. Ce concordat est  constamment observé pendant les deux siècles où les titulaires sont séculiers.

### Maladies
Dans les temps de maladies contagieuses, assez fréquentes à Laval aux XVIe siècle et au XVIIe siècle, le prieur de Sainte-Catherine rendit, comme les autres communautés de la ville, les plus grands services aux habitants. On élevait des tentes dans la cour, sur le préau, devant l'église où des secours de toute nature étaient distribués.

### Réforme
La congrégation des chanoines réguliers de France prenait naissance au XVIIe siècle, à l'abbaye Saint-Vincent de Senlis, sous les auspices du cardinal de la Rochefoucaud. Trois religieux, Charles Favre, Beaudouin et Branchu, formèrent le dessein de ramener leurs frères à l'étroite observance de la règle. La réforme faisait de grands progrès, elle ne tarda pas à être introduite au prieuré de Saint-Catherine ; ce ne fut néanmoins que du consentement du prieur titulaire, qui ne voulut adopter son introduction qu'à condition que les religieux seraient soumis au même traitement qu'auparavant. Les lettres-patentes ne turent sollicitées et le Roi ne les octroyer qu'à ce titre. 
La portion du revenu laissée par le prieur titulaire aux religieux conventuels était faible. En 1686, les chanoines réguliers de Sainte-Catherine demandent à leur prieur titulaire un accroissement d'entretien, François Lefebvre de Caumartin, alors prieur de cette maison, les renvoie au concordat de 1596 et à l'arrêt qui les a mis en possession du prieuré conventuel, lequel arrêt les soumet aux clauses et stipulations du concordat.

### Génovéfain
En 1706, François Lefebvre de Caumartin résigna ce prieuré à un chanoine régulier nommé Rodoger. La résignation de François Lefebvre de Caumartin fit rentrer la maison sous le gouvernement d'un prieur régulier et cesser la commende. Les choses changèrent de face et revinrent à l'esprit de la congrégation des chanoines réguliers  et aux corps réguliers, c'est-à-dire que tout fut confondu. Devenus réguliers, les prieurs en usèrent à l'instar des abbés réguliers.

### Bénéfice
Le prieuré de Sainte-Catherine avait tous les caractères d'un titre réel et d'un vrai bénéfice. Les prieurs de Sainte-Catherine avaient obtenu le droit et étaient dans l'usage de porter la croix pastorale et la mosette: la congrégation a constamment reconnu les droits et prérogatives соmme attachés au titre et à la personne des prieurs.
En 1734, M. Ménager résigna ce prieuré à son neveu avec l'agrément de l'abbé de Sainte-Geneviève, il se réserva seulement une pension; il est dit dans l'acte, qu'il est de notoriété publique que le prieuré de Sainte-Catherine avait au moins mille écus au prieur titulaire, toutes charges acquittées; on observa qu'alors le revenu du prieuré ne s'élevait qu'à 7 000 francs. 
En 1790, la prieur possède ce bénéfice par la résignation du sieur Lasnier. Les prieurs de Sainte-Catherine ont toujours eu le droit et l'ont constamment exercé d'habiter leur maison, de la gouverner, de l'administrer au temporel, sans aucune intervention du chapitre de la communauté. Le prieur titulaire en 1706, étant assistant du supérieur général de la congrégation fut obligé d'attendre l'époque d'un chapitre pour se retirer dans son prieuré.

### Abbaye en commende?
On pouvait considérer le prieuré de Sainte-Catherine, comme un bénéfice en commende, ou comme une Abbaye, régulière, puis qu'il a été possédé pendant deux cents ans en commende, et que ce n'est qu'au commencement du XVIIe siècle, qu'il est rentré dans les mains des réguliers.
Ce prieuré fut érigé en Abbaye sur la fin du XVe siècle.

### Bâtiments
Les bâtiments du prieuré n'offraient rien de remarquable.  L'église était garnie de boiseries du haut en bas. Suivant la chronique de Guillaume Le Doyen, elle aurait été construite, ainsi que le cloitre et le réfectoire, à la fin du XVe siècle. Elle fut démolie en 1790. Son entrée était en face du portail existant au XIXe siècle. Au-dessous il paraît qu'il y avait une chapelle souterraine ou crypte. À l'entrée de la cour, on voyait encore au XIXe siècle le logement que le prieur occupait lorsqu'il résidait dans son prieuré.
Vers la fin du XVIIe siècle, il y avait à Sainte-Catherine quatre chanoines réguliers de la congrégation de France
Les immeubles qu'il possédait par l'acte de fondation se montaient suivant les déclarations de 1790 à la somme de 5 300 livres. Les chanoines relevaient de la chàtellenie de Laval au divin service. 
On remarque, parmi les immeubles que le prieuré devait à la libéralité d'Avoise, deux closeries, dans les paroisses de Grenoux et de la Trinité, dont l'une devait fournir par redevance « douze bons fromaiges de lait ou douze plats de crème battue » une autre « six bons fromaiges de lait ou un plat de bon lait battu. »  Le seigneur de Champfleury, en Arquenay, devait sur le domaine de la Buffetière « deux livres de cire et 28 sols en argent, » en raison d'un anniversaire, célébré en l'église de Sainte-Catherine, pour le repos de l'âme du seigneur d'Arquenay et pour le pain et la paille que le prieur doit fournir aux chiens et le logement du chiennetier, quand le seigneur de Champfleury alloit chasser au Daviet, paroisse de Chailland..

### Révolution française (1790-1791)
Lorsque la Révolution française éclata, il n'y avait plus que deux religieux à Sainte-Catherine avec le prieur claustral. Au commencement de 1791, ils partirent, emportant avec eux le mobilier de leurs chambres et les effets à leur usage personnel que la municipalité de Grenoux leur abandonna. 
Le 10 juin 1791, la vente du mobilier fut faite. On avait, dès les premiers jours de ce mois, fait partir pour Paris et adressé au directeur de la Monnaie, une caisse d'argenterie, sortant des communautés de la ville. Il était parti du trésor de Sainte-Catherine.

## Prieurs, et Abbés

### Révolution française (1792-1799)

#### Séminaire
Après avoir essayé d'installer le séminaire du diocèse de Laval dans le pensionnat des Ursulines, le directoire du département, par un arrêté, le plaça provisoirement dans la maison de Sainte-Catherine. Il eut pour supérieur Louis Guilbert.
Au commencement, plus de 20 étudiants étaient dans cet établissement; mais beaucoup renoncèrent à leurs études ecclésiastiques. Villar a effectué plusieurs ordinations. Il a ordonné plusieurs prêtres. Quelques élèves du séminaire de Laval seront ordonnés au Mans, par Mgr Prudhomme de la Boussinière, évêque de la Sarthe.

#### Hôpital, puis vente
Louis Guilbert apostasie à la fin de 1793. 
Lorsque le culte est aboli, on y établit un hôpital militaire qui porta le nom d' Hospice de la Fraternité. Ce fut ensuite une 
caserne de vétérans. Enfin en 1793, Sainte-Catherine fut vendu nationalement. On démolit l'église; la municipalité, dans sa séance du 24 juillet 1793, délégua un de ses membres, pour faire acquisition de ce qui pourrait, dans la boiserie, convenir à décorer l'église de la Trinité, convertie en temple de la Raison. 
Le prieuré est converti en loge de francs-maçons. Toutes les propriétés qui dépendaient de ce prieuré furent confisquées et vendues au profit de l'État ; les bâtiments et jardins devinrent également propriétés particulières et furent affermés à différents locataires jusque vers 1820

### XIXesiècle
En 1820, Marie Letourneur de Laborde fonda dans cette maison une communauté religieuse de femmes sous le titre de monastère de Sainte-Catherine, de Notre-Dame de la Trappe de l'ordre de Citeaux.
Un bref de Pie VII approuva le rétablissement du monastère de Notre-Dame de Grâce des religieuses de l'observance de la Trappe réformée de Mr de Rancé. Ces religieuses venaient du monastère de l'Éternité, à Darfeld. Les religieuses y furent établies sous le gouvernement d'une abbesse. Un décret spécial du général de l'ordre de Citeaux plaça cette maison sous la juridiction de l'abbé du Port-du-Salut.

### Articles liés
- Comté de Laval
- Famille de Laval
- Yves Bachelot